# Браковци
Браковци су насељено мјесто у општини Сребреница, Република Српска, БиХ. Према попису становништва из 1991. у насељу је живјело 221 становника.

## Становништво
| Демографија | Демографија | Демографија |
| Година      | Становника  | Становника  |
| ----------- | ----------- | ----------- |
| 1948.       | 71          |             |
| 1953.       | 84          |             |
| 1961.       | 92          |             |
| 1971.       | 157         |             |
| 1981.       | 220         |             |
| 1991.       | 221         |             |
| 2013.       | 124         |             |